# ケイコとマナブ
『ケイコとマナブ』は、リクルートが発行していた習い事・資格スクールの月刊情報誌。趣味の稽古から、仕事・転身のためのスキルアップや資格取得まで、習い事のスクール情報を総合的に紹介していた。
2016年4月、姉妹誌「稼げる資格」、「通信講座大事典」に続いて休刊となり、資格と習い事に関するメディアはウェブサイト「ケイコとマナブ.net」に一本化された。

## 概要
首都圏版、東海版、関西版、福岡版の4エリアで発行し、毎月25日発売（福岡版の現地発売日は27日）
- 掲載しているスクールのジャンル：英会話などの語学、オフィスパソコン、WEB・IT、料理、ビジネス資格、癒し・健康・心理、医療・福祉、メイク・ネイルなどのビューティ系、マスコミ、フラワー・ペット、建築・インテリア、料理、絵画・クラフト、日本文化・教養、ダンス・スポーツ、音楽など

姉妹誌として、通信講座に特化した「通信講座大事典」、資格に特化した「稼げる資格」も同社から発行されていた。インターネット版「ケイコとマナブ.net」では全国のスクール情報を網羅している。

## 略歴
1990年2月に首都圏版が創刊。創刊号の表紙は、「脱・勉強宣言」。発売わずか2時間で完売する書店が出るなど、大きな話題となり、『ケイコとマナブ』という誌名は、同年のネーミング大賞も受賞した。創刊当時のキャッチコピーは「4枚目のスカーフを買うより、おケイコをしよう」。バブル景気の当時、OLの間ではエルメスのスカーフが流行し、いろんな柄のスカーフを集めるのがオシャレの代名詞だった。スカーフ1枚が2万円以上の買い物なので、“4枚目を買う予算があるなら、そのお金でお茶やダンスを習って自分に投資しよう”という提案だった。
バブル崩壊後、90年代はWindows 95の登場でパソコンブームや就職氷河期の資格ブーム、2000年代に入ってからは癒しブームやネイルブームなど、時代とともに習い事の人気ジャンルも変遷している。
関西版は1993年3月、東海版は1995年3月、札幌版と福岡版は2000年7月に創刊。（札幌版は2010年2月をもって休刊）
かつて、CS放送で「ケイコとマナブChannel」を放送していた。現在はジュピタービジュアルコミュニケーションズが運営する「大人の趣味と生活向上◆アクトオンTV」となっている。
2016年1月12日、同年4月末発行分までで休刊すると発表された。

## 版展開
首都圏版・関西版・東海版は2016年4月25日発売号で休刊。

### 首都圏版
毎月25日発売。主な取材対象エリアは、関東1都3県（東京・神奈川・埼玉・千葉）。350円（税込）※現在は特別定価100円（税込）。1990年2月7日に創刊し2010年で20周年を迎えた。リクルートの調査によると、首都圏女子の特徴はフィットネスやヨガの実施率が高く、"身体作り"への関心が高い傾向。また、一人暮らし率も他エリアに比べて高いせいか、「スキルアップ」「転職」など仕事のために習い事を始める人が多い。ベリーダンス・ビジネス英語への興味も高い。

### 関西版
毎月25日発売。1993年3月2日創刊。310円（税込）※現在は特別定価100円（税込）。主な取材対象エリアは、近畿2府4県中心（大阪・兵庫・京都・滋賀・奈良・和歌山）。関西ならではの習い事やキャンペーンの情報も満載。リクルートの調査によると、関西女子の特徴としては、習い事にかける費用が最も高く、どのエリアよりも高額な自己投資をしている傾向。また、スクール選びの重視ポイントでは、他エリアよりも「先生」に対しての期待が高い。先生のオモシロさも重要なのは関西ならではといえる。

### 東海版
1995年3月2日創刊。毎月25日発売。310円（税込）※現在は特別定価100円（税込）。主な取材対象エリアは、東海3県中心（愛知・岐阜・三重）で、女子力アップのおケイコや手に職をつけるためのスクール情報を紹介。リクルートの調査によると、東海女子の特徴は、3つ以上習い事を掛け持ちしている率が最も高い一方で、かけている金額は5000円以内が多く、「お金をかけずに自分磨きをしている」傾向。また、"名古屋帯"の名にもあるように、実家住まいで着物の所持率が高い家も多く、母娘で着付け教室にいくのも珍しくない。そして、さすがの車大国だけあり、約半数の人がスクールへは車で通っており、駐車場完備のスクールが多いのも特徴だ。

### 福岡版
毎月27日発行。主な取材対象エリアは、福岡市、北九州市を中心とした福岡県。280円（税込）※現在は特別定価100円（税込）。2000年7月4日創刊で、2010年で10周年を迎えた。自分磨きレッスンや友達と楽しめるレッスン、「手に職」系レッスンが豊富に紹介されている。リクルートの調査によると、福岡女子の特徴は、仕事に求める理想として「長く働ける」ことがダントツに高く、フリーランス志向も高いのがあげられる。また、これからやりたい習い事としては、フラワーアレンジメント、着付け、茶道やペン字など、花嫁修業的な習い事が全国平均と比較し多い。仕事もしっかり続けつつ、女のたしなみも忘れない、男性にとっても理想的な結婚生活に備えている女子が多いといえる。そして、スクールに通う手段に、自家用車、自転車、徒歩に続き、バスと答えた人が多かったことも特徴といえる。

## CM&表紙出演

### CM
- 寝顔編（2006年9月 - 北海道限定放送）
- サバ寿司編（2007年10月 - 北海道限定放送）
- ケイコとマナブ　おケイコデビュー篇 - 出演：飯島直子

### 表紙出演
表紙にモデルやタレントが出演することもあった。
- アリス　2007年10月号
- 沙耶　2007年12月号 - 2008年2月号
- 橋本麗香　2008年12月号、2009年2月号
- 竹下玲奈　2009年3月号 - 2009年5月号
- 杏　2009年9 月号
- 佐田真由美　2010年12月号
- ほしのあき　2010年2月号
- 香椎由宇　2010年3月号
- JULIANA　2010年5月号
- 水川あさみ　2010年6月号
- 山口もえ　2010年7月号
- 長谷川潤　2010年8月号
- 平子理沙　2010年9月号
- 栗山千明　2010年10月号
- 香里奈　2010年11月号

## 調査
ケイコとマナブでは、習い事に関する様々な調査を定期的に行っている。代表されるものとしては、「ケイコとマナブ　人気おケイコランキング」が毎年春に発表されており、全国20 - 34歳の働く女性の、「過去1年間の習い事の実態」と「今後の習い事の意向」について調査。毎年のおケイコのトレンドがわかる。2009年3月に発表された2009年度版では、例年と同じく「英会話」が1位だったが、「簿記」「医療（看護・医療事務）」「行政書士」「ファイナンシャルプランナー」「WEBデザイナー」など、資格スキルアップ系や「中国語」「フランス語」などの語学系の順位アップが見られた。趣味の分野においては、「フラダンス」「ベリーダンス」などのダンス系と「フラワー」「生け花」「プリザーブドフラワー」などのフラワー系が人気だったようだ。
（リクルート学び総研 調査・研究報告より）
学び総研では他にも
- 「全国20 - 30代女性　学び実態調査レポート」
- 「学び意欲・実施の傾向からみる今後の可能性」
- コンテンツサプライヤ マーケット分析 「マーケット規模」
- コンテンツサプライヤ マーケット分析 「スクールビジネスの健全性」
- コンテンツサプライヤ マーケット分析 「大学院における社会人向けサービス提供の広がり」
- 「F1学びトレンド予測レポート」

などの調査を行っている。

## ケイコとマナブ.net
2004年に開始。2020年1月31日に終了。